# Thornton-le-Moors
Thornton-le-Moors è un villaggio e parrocchia civile dell'Inghilterra, appartenente alla contea del Cheshire.